# 1984年夏季奥林匹克运动会花样游泳比赛
1984年夏季奥林匹克运动会花样游泳比赛共有2个赛事。

## 奖牌榜
| Event         | 金牌                                     | 银牌                                          | 铜牌                                 |
| 单人 （詳細） | Tracie Ruiz · 美国（USA）                | 卡罗琳·沃尔多 · 加拿大（CAN）                 | 元好三和子 · 日本（JPN）             |
| 双人 （詳細） | 美国（USA） · Candy Costie · Tracie Ruiz | 加拿大（CAN） · 莎伦·汉布鲁克 · Kelly Kryczka | 日本（JPN） · 木村sae子 · 元好三和子 |

## 各国奖牌榜
| 排名 | 国家／地区    | 金牌 | 银牌 | 铜牌 | 總數 |
| ---- | ------------- | ---- | ---- | ---- | ---- |
| 1    | 美国（USA）   | 2    | 0    | 0    | 2    |
| 2    | 加拿大（CAN） | 0    | 2    | 0    | 2    |
| 3    | 日本（JPN）   | 0    | 0    | 2    | 2    |